# دانشگاه ایالتی کلمبوس
دانشگاه ایالتی کلمبوس (به انگلیسی: Columbus State University) یک دانشگاه چهارساله عمومی است که در «کلمبوس» ایالت «جورجیا» قرار دارد. 
در ابتدا با نام «کالج کلمبوس» در سال ۱۹۵۸ تأسیس گردید، سپس دانشگاه از طرف برد سامانه آموزشی «جورجیا» و همچنین کمیسیون کالج‌های از انجمن کالج‌ها و مدارس جنوبی معتبر شناخته شد.
درحالیکه مرکز اصلی دانشگاه در مرکز شهر «کلمبوس» قرار دارد، یک واحد کوچکتر بنام «ریورپارک» در جنوب شهر کلمبوس به ارائه آموزش در زمینه‌های هنر، موسیقی و تئاتر می‌پردازد.